# Laura García-Caro
Laura García-Caro Lorenzo (Lepe, 16 aprile 1995) è una marciatrice spagnola.
Ha rappresentato la Spagna, sia ai Giochi Olimpici, che ai Campionati Mondiali ed Europei.

## Carriera
Nel 2013, partecipò ai campionati europei Under 20, disputatisi a Rieti, partecipando ai 10000 metri di marcia, classificandosi 5º con il tempo di 47'17"74, segnando la propria miglior prestazione.
Nel 2014, partecipò alla Coppa del Mondo di marcia a Taicang, nella 10 km juniores, terminando al 4º posto in 45'29", segnando il proprio nuovo primato personale. Infine, nei 10000 metri di marcia, prese parte anche ai Campionati mondiali U20 a Eugene, finiti anch'essi al 4º posto in 44'32"84, proprio primato personale e nuovo primato nazionale juniores.
Nel 2015, a Murcia, scese per la prima volta sotto l'ora e mezza nella 20 km di marcia, 1h29'32", risultato che le valse il decimo posto nei Campionati europei a squadre di marcia. A luglio, ottenne la sua prima medaglia internazionale, un bronzo nella 20 km di marcia ai Campionati europei Under 23, disputati a Tallinn, con il tempo di 1h31'52". Sempre nel 2015, inoltre, partecipò ai suoi primi campionati mondiali, diventando la prima marciatrice proveniente dall'Andalusia a farlo. Nella 20 km, si classificò 32° con il tempo di 1h36'22".
Nel 2016 vinse la sua prima medaglia d'oro ai Campionati del Mediterraneo U23 in 44'55"51 nei 10000 metri di marcia.
Nel 2017, ottenne il terzo posto nella 20 km di marcia nei Campionati europei a squadre di marcia a Poděbrady, con il tempo di 1h29'57", dietro all'italiana Antonella Palmisano e alla portoghese Ana Cabecinha. Ai Campionati europei Under 23 disputatisi in Polonia, a Bydgoszcz, invece, viene squalificata durante la 20 km. Partecipò successivamente ai Campionati mondiali di Londra, segnando il proprio nuovo primato personale nella 20 km, in 1h29'29", chiudendo al 9º posto.
Nel 2018 prese parte ai Campionati mondiali a squadre di marcia a Taicang, ottenendo un 14º posto in 1h29'58". Ad agosto, a Berlino, partecipò per la prima volta ai Campionati europei. Nella 20 km si classificò 6° in 1h28'15", nuovo primato personale.
Nel 2019 il risultato di maggior rilievo è un argento ai Campionati europei a squadre di marcia, ottenuto in Lituania, a Alytus, con 1h29'55" nella 20 km di marcia. Prese parte anche alla 20 km dei Mondiali di Doha, ma con 1h44'05" si classificò solamente 33°.
Nel 2021 arrivò un altro podio ai Campionati europei a squadre, con il terzo posto, ancora a Podebrady in 1h28'07", primato personale. Ad agosto, prese parte ai Giochi Olimpici di Tokyo, terminandoli al 34º posto in 1h37'48".
Nel 2022 iniziò a dedicarsi anche alla 35 km, partecipando a gennaio ad una marcia nella gara di casa, a Lepe, tappa del World Tour di marcia, ottenendo un secondo posto in 2h48'05". A Mascate, in Oman, prese parte ai Campionati mondiali a squadre, chiudendo al 4º posto la 35 km in 2h52'10". Nella 20 km, durante la stagione, non ottenne risultati di particolare rilievo e non scese mai sotto l'ora e mezza. Nei 10000 metri di marcia, invece, prima vinse i Campionati ibero-americani di atletica leggera in 43'33"72 e poi divenne campionessa spagnola assoluta per la prima volta in carriera, con 43'16"76, nuovo primato personale. Chiuse la stagione partecipando a luglio ai Mondiali di Eugene, ottenendo un 6º posto nella 35 km in 2h42'45".
Saltò di fatto la stagione 2023 per dedicarsi alla preparazione dei Giochi Olimpici di Parigi, rinunciando quindi ai Mondiali di Budapest.
Nella stagione 2024, il 18 maggio, segna il proprio nuovo primato personale nella 20 km di marcia, con il tempo di 1h27'19". Prese parte anche ai Campionati europei di atletica leggera 2024, sempre nella 20 km, chiudendo al 4º posto in 1h28'48". La gara, nella quale stava ottenendo un terzo posto, non distante dall'oro di Antonella Palmisano e l'argento di Valentina Trapletti, distanti a fine gara rispettivamente 39 e 11 secondi, è segnata dalla sua prematura esultanza per il bronzo. A pochi metri dal traguardo dello Stadio Olimpico di Roma, avvolta dalla bandiera spagnola, cominciò a sorridere e alzare il pugno al cielo. Nel mentre, proprio nei metri finali, è stata sopravanzata dall'ucraina Ljudmyla Oljanovs'ka.

## Palmarès
| Anno | Manifestazione             | Sede       | Evento         | Risultato | Prestazione | Note |
| ---- | -------------------------- | ---------- | -------------- | --------- | ----------- | ---- |
| 2012 | Mondiali juniores          | Barcellona | Marcia 10000 m | 24ª       | 50'13"77    |      |
| 2013 | Europei juniores           | Rieti      | Marcia 10000 m | 5ª        | 47'17"44    |      |
| 2014 | Mondiali juniores          | Eugene     | Marcia 10000 m | 4ª        | 44'32"84    |      |
| 2015 | Europei U23                | Tallinn    | Marcia 20 km   | Bronzo    | 1h31'52"    |      |
| 2015 | Mondiali                   | Pechino    | Marcia 20 km   | 32ª       | 1h36'22"    |      |
| 2016 | Mediterraneo U23           | Tunisi     | Marcia 10000 m | Oro       | 44'55"51    |      |
| 2017 | Europei U23                | Bydgoszcz  | Marcia 20 km   | DSQ       | --          |      |
| 2017 | Mondiali                   | Londra     | Marcia 20 km   | 9ª        | 1h29'29"    |      |
| 2018 | Europei                    | Berlino    | Marcia 20 km   | 6ª        | 1h28'15"    |      |
| 2019 | Mondiali                   | Doha       | Marcia 20 km   | 33ª       | 1h44'05"    |      |
| 2021 | Giochi olimpici            | Tokyo      | Marcia 20 km   | 34ª       | 1h40'20"    |      |
| 2022 | Campionati ibero-americani | La Nucia   | Marcia 10000 m | Oro       | 43'33"72    |      |
| 2022 | Mondiali                   | Eugene     | Marcia 35 km   | 6ª        | 1h31'42"    |      |
| 2024 | Europei                    | Roma       | Marcia 20 km   | 4ª        | 1h28'48"    |      |
| 2024 | Giochi olimpici            | Parigi     | Marcia 20 km   | 7ª        | 1h28'12"    |      |